# La Dernière Ordonnance
Pour plus de détails, voir Fiche technique et Distribution.
La Dernière Ordonnance (Das letzte Rezept) est un film allemand réalisé par Rolf Hansen, sorti en 1952.

## Synopsis
Au Festival de Salzbourg, Bozena Boroszi, une danseuse étoile, est dépendante à la morphine. Ayant besoin d’une dose de drogue, elle supplie le docteur Steininger de lui en fournir mais ce dernier refuse de lui en donner à moins qu'elle ne lui fasse la promesse de suivre une cure de désintoxication. Elle essaye alors de séduire le pharmacien Hans Falkner pour lui dérober de la morphine dans son armoire mais Steininger, un ancien rival amoureux de la femme de Falkner, Anna, va croire à tort qu’il lui a volontairement donné la morphine.

## Fiche technique
- Titre : La Dernière Ordonnance
- Titre original : Das letzte Rezept
- Réalisation : Rolf Hansen
- Scénario : Hans Joachim Beyer, Juliane Kay et Tibor Yost
- Musique : Mark Lothar
- Photographie : Franz Weihmayr
- Montage : Anna Höllering
- Société de production : Fama-Film et Meteor-Film
- Pays de production :  Allemagne de l'Ouest
- Genre : Drame
- Durée : 97 minutes
- Date de sortie : 
  - Allemagne de l'Ouest : 14 mars 1952

## Distribution
- Heidemarie Hatheyer : Anna Falkner
- O.W. Fischer : Hans Falkner
- Sybil Werden : Bozena Boroszi
- René Deltgen : Dr. Steininger
- Carl Wery : Dr. Falkner
- Hilde Körber : Fanny
- Harald Paulsen : Brendel
- Iván Petrovich : le directeur Wallberg
- Peter Czejke : Thomas Falkner

## Distinctions
Le film a été présenté en sélection officielle en compétition au Festival de Cannes 1952.